# Ary Fernandes
Ary Fernandes (São Paulo, 31 de março de 1931 - São Paulo, 29 de agosto de 2010) foi um dramaturgo, ator, produtor, cineasta e dublador brasileiro.

## Trajetória
Respeitável cineasta brasileiro com um vasto portifólio de trabalhos, onde constam mais de 130 filmes sob sua direção e produção, tanto em âmbito nacional como internacional. Sob sua produção e direção, Ary obteve a marca de 231 comercias para televisão, onde foi o pioneiro nesta "nova" área na década de 1960, como diretor e produtor.
Como ator participou: peças teatrais, comerciais para televisão, 8 filmes de Longas-metragens e atuou em 26 episódios do seriado Águias de Fogo como Capitão César. 
Na história da cinematografia brasileira, seu nome ilustra como o criador, produtor e diretor da obra que se tornou um marco da televisão e do cinema nacional, o seriado O Vigilante Rodoviário, do qual foi o diretor, com produção de Alfredo Palácios e foi também de sua autoria o tema musical de abertura da série. Através deste seriado, Fernandes abriu as portas para novos talentos, onde destacam-se entre os grandes nomes da dramaturgia brasileira: Stênio Garcia, Fúlvio Stefanini, Ary Fontoura , Rosamaria Murtinho, Milton Gonçalves, Juca Chaves, Luís Guilherme, Ary Toledo entre outros. 
No ano de 1967, fundou a Produções Cine Televisão (PROCITEL), empresa detentora da marca O Vigilante Rodoviário.
Com os resultados positivos obtidos nesta linha de filmes de ação, Ary Fernandes  partiu para a realização do segundo projeto, porém agora voltado para Força Aérea Brasileira, denominado Águias de Fogo. Produzido no final dos anos sessenta e, exibido nesta mesma época pela televisão, novamente contou com a grande aceitação do público. Devido a esse incentivo, foi exibido em salas de cinemas, obtendo assim grande sucesso de bilheteria.
Fernandes faleceu na cidade de São Paulo, no domingo 29 de agosto de 2010, aos 79 anos de idade, vítima de infarto. Era casado há 52 anos com Ignes Peixoto Fernandes. Deixa dois filhos Fernando e Vania Fernandes, e uma única neta Danielle.

## Filmografia

### Ator
| Ano  | Título                 |
| ---- | ---------------------- |
| 1971 | Desafio à Aventura     |
| 1969 | O Agente da Lei        |
| 1962 | O Vigilante Rodoviário |

### Diretor
| Ano  | Título                          |
| ---- | ------------------------------- |
| 1981 | A Fábrica de Camisinhas         |
| 1972 | O Jeca e o Bode                 |
| 1972 | Pânico no Império do Crime      |
| 1971 | Até o Último Mercenário         |
| 1971 | Desafio à Aventura              |
| 1970 | Mágoas de Caboclo               |
| 1970 | Marcado para o Perigo           |
| 1969 | O Agente da Lei                 |
| 1969 | Uma Pistola para Djeca          |
| 1968 | O Mistério do Taurus 38         |
| 1966 | Missão Secreta                  |
| 1965 | O Vigilante e os Cinco Valentes |
| 1964 | O Vigilante Contra o Crime      |
| 1962 | O Vigilante Rodoviário          |

### Roteirista
| Ano  | Título                          |
| ---- | ------------------------------- |
| 1981 | A Fábrica de Camisinhas         |
| 1972 | O Jeca e o Bode                 |
| 1972 | O Jeca e o Bode                 |
| 1972 | Pânico no Império do Crime      |
| 1971 | Até o Último Mercenário         |
| 1971 | Desafio à Aventura              |
| 1970 | Mágoas de Caboclo               |
| 1970 | Marcado para o Perigo           |
| 1969 | O Agente da Lei                 |
| 1969 | Uma Pistola para Djeca          |
| 1966 | Missão Secreta                  |
| 1965 | O Vigilante e os Cinco Valentes |
| 1964 | O Vigilante Contra o Crime      |
| 1962 | O Vigilante Rodoviário          |

### Produtor
| Ano  | Título                  |
| ---- | ----------------------- |
| 1981 | A Fábrica de Camisinhas |
| 1973 | Anjo Loiro              |
| 1972 | O Jeca e o Bode         |
| 1971 | Até o Último Mercenário |
| 1970 | Mágoas de Caboclo       |

## Prêmios
- Troféu Roquete Pinto;
- Troféu Imprensa;
- Troféu Sete Dias na TV.

## Festivais Internacionais
- Festival de Gijon - Espanha;
- Festival de Santarém - Portugal;

Nos dois festivais, participou com o filme: As Trapalhadas de Dom Quixote e Sancho Pança.

## Cargos
- Diretor e tesoureiro do Sindicato da Indústria Cinematográfica de São Paulo;
- Diretor da Associação Paulista de Cineastas.